# Werner Haas
Werner Haas (Augusta, 30 maggio 1927 – Neuburg an der Donau, 13 novembre 1956) è stato un pilota motociclistico tedesco.
Nel motomondiale ha vinto 11 gran premi e si è laureato campione del mondo 3 volte (2 in 250cc e 1 in 125cc).

## Carriera
Il suo esordio nel campionato mondiale avvenne in circostanze particolari: essendosi ben distinto in alcune competizioni locali ed essendo stati infortunati durante le prove due dei piloti ufficiali della casa, la NSU offrì ad Haas una moto ufficiale in occasione del Gran Premio motociclistico di Germania del 1952 nella Classe 125; il pilota ricambiò della fiducia aggiudicandosi il gran premio stesso, assicurandosi un posto definitivo nella squadra ufficiale per l'annata 1953.
Fu questo l'anno della sua consacrazione con la contemporanea vittoria dei titoli mondiali, sia in Classe 125 che in 250; anche il motomondiale 1954 venne da lui dominato in 250 grazie alla conquista di 5 gran premi consecutivi e relativa vittoria nel campionato.
Al termine del 1954 la NSU, anche a causa dell'incidente in cui aveva perso la vita a Monza l'altro pilota ufficiale Rupert Hollaus, decise di prendersi una pausa dal mondo delle competizioni su strade e, conseguentemente, Haas cominciò a dedicarsi ad alcune competizioni fuoristrada.
Perse la vita in un incidente aereo il 13 novembre 1956.

## Risultati nel motomondiale

### Classe 125
| 1952 | Classe | Moto |    |  |  |    |   |  |   |  |  | Punti | Pos. |
| ---- | ------ | ---- | -- |  |  | -- | - |  | - |  |  | ----- | ---- |
| 1952 | 125    | NSU  | NE |  |  | NE | 1 |  | 7 |  |  | 8     | 6º   |

| 1953 | Classe | Moto |   |   |    |   |    |   |    |   |     | Punti | Pos. |
| ---- | ------ | ---- | - | - | -- | - | -- | - | -- | - | --- | ----- | ---- |
| 1953 | 125    | NSU  | 2 | 1 | NE | 2 | NE | 1 | NE | 1 | Rit | 30    | 1º   |

| 1954 | Classe | Moto |    |  |   |    |   |   |    |  |  | Punti | Pos. |
| ---- | ------ | ---- | -- |  | - | -- | - | - | -- |  |  | ----- | ---- |
| 1954 | 125    | NSU  | NE |  | 4 | NE | 5 | 2 | NE |  |  | 11    | 5º   |

| Legenda | 1º posto        | 2º posto            | 3º posto            | A punti      | Senza punti        | Grassetto – Pole position Corsivo – Giro più veloce |
| Legenda | Gara non valida | Non qual./Non part. | Ritirato/Non class. | Squalificato | '-' Dato non disp. | Grassetto – Pole position Corsivo – Giro più veloce |

### Classe 250
| 1952 | Classe | Moto |  |  |  |    |  |  |   |    |  | Punti | Pos. |
| ---- | ------ | ---- |  |  |  | -- |  |  | - | -- |  | ----- | ---- |
| 1952 | 250    | NSU  |  |  |  | NE |  |  | 2 | NE |  | 6     | 7º   |

| 1953 | Classe | Moto |   |   |    |   |    |   |   |   |  | Punti | Pos. |
| ---- | ------ | ---- | - | - | -- | - | -- | - | - | - |  | ----- | ---- |
| 1953 | 250    | NSU  | 2 | 1 | NE | 1 | NE | 2 | 6 | 2 |  | 28    | 1º   |

| 1954 | Classe | Moto |   |   |   |    |   |   |     |  |    | Punti | Pos. |
| ---- | ------ | ---- | - | - | - | -- | - | - | --- |  | -- | ----- | ---- |
| 1954 | 250    | NSU  | 1 | 1 | 1 | NE | 1 | 1 | Rit |  | NE | 32    | 1º   |

| Legenda | 1º posto        | 2º posto            | 3º posto            | A punti      | Senza punti        | Grassetto – Pole position Corsivo – Giro più veloce |
| Legenda | Gara non valida | Non qual./Non part. | Ritirato/Non class. | Squalificato | '-' Dato non disp. | Grassetto – Pole position Corsivo – Giro più veloce |